# Escola de Willowbrook
L'escola estatal de Willowbrook (Estats Units), era una escola finançada per l'estat per a nens amb discapacitat intel·lectual, localitzada a Staten Island, Nova York. L'escola es va fer tristament cèlebre en dues ocasions: en 1960 per un inescrupulós estudi mèdic, i en els anys '70 pels abusos comesos a l'escola, la qual cosa va estimular la nova legislació per als drets civils. L'escola va ser tancada el 1987 i els terrenys van ser habilitats per formar part d'un nou campus de la Universitat de Staten Island.

## Construcció
En 1938 van ser fets els plànols per a construir una escola per a nens amb retard mental, en 1,5 km² de la secció Willowbrook de les Staten Island. La construcció va finalitzar el 1942, però en comptes d'obrir-se per als seus propòsits originals es va convertir en un hospital per a les Forces Armades dels Estats Units conegut com a Halloran General Hospital. Després de la guerra, es va proposar convertir l'hospital en l'Administració per a Veterans de Guerra, però a l'octubre de 1947, el Departament d'Higiene Mental de la ciutat de Nova York va obrir l'edifici convertint-lo en l'Escola Estatal de Willowbrook.

## Estudis de l'hepatitis
Durant la primera dècada de funcionament de l'escola, van ser comuns entre els interns els brots d'hepatitis, cosa que va donar motiu a controvertits estudis mèdics que es van portar a terme entre 1963 i 1966, on nens sans van ser intencionalmente inoculats, oralment o per injecció, amb el virus de l'hepatitis. Després, es monitoraven els efectes de la gamma globulina per combatre la malaltia. Una protesta pública va forçar el cessament i la fi de l'estudi.

## Més escàndols i abusos
El 1972, Geraldo Rivera, un periodista d'investigació de la WABC, televisió de Nova York, va conduir una sèrie de programes sobri Willowbrook (després d'un parell d'articles per als periòdics Staten Island Advance i Staten Island Register), descobrint les deplorables condicions, amuntegament, inadequades instal·lacions sanitàries i els abusos psíquics i sexuals que sofrien els residents a les mans dels cuidadores de l'escola.
L'escola originalment estava pensada per atendre 2.000 estudiants, però quan es va destapar l'escàndol i la institució va guanyar l'atenció de la premsa, allí hi havia gairebé 5.000 residents. Això va donar lloc a un plet contra l'estat de Nova York, que fou arxivat per la Cort Federal el 17 de març de 1972. Una ordre es va sumar al cas, el 5 de maig de 1975, assignant reformes a l'edifici, però transcorrerien diversos anys abans que totes les violacions fossin corregides. La publicitat generada pel cas era un factor important que contribuiria a una llei federal, l'Acta dels Drets Civils de les Persones Institucionalitzades (1980).

## Tancament de l'escola
En 1975 va ser signat el Decret de Consentiment de Willowbrook. Aquest exigia a l'estat de Nova York millorar l'emplaçament per a la comunitat dels ara dits "estudiants de Willowbrook". En 1983, l'estat de Nova York anunciava els seus plans per a tancar l'escola, que seria reanomenada Centre de Desenvolupament de Staten Island el 1984. Cap a finals de març de 1986, el nombre de residents de l'escola havia disminuït a 250 (des dels 5.000 que havia exposat Rivera) i l'últim nen va deixar l'escola el 17 de setembre de 1987.
Després de tancar el Centre de Desenvolupament, el lloc es va convertir en el focus del discussió local sobre què s'havia de fer amb la propietat. En 1989 una porció de la terra va ser adquirida per la ciutat de Nova York, amb l'intent d'usar-la per establir un nou campus per a la Universitat de Staten Island, que es va inaugurar el 1993.